# 克雷斯特莫爾高地 (加利福尼亞州)
克雷斯特莫爾高地（英語：Crestmore Heights）是位於美國加利福尼亞州河濱縣的一個人口普查指定地區。

## 地理
克雷斯特莫爾高地的座標為34°01′48″N 117°23′45″W / 34.03000°N 117.39583°W，而該地最高點為海拔高度315米（即1030英尺）。

## 人口
根據2010年美國人口普查的數據，克雷斯特莫爾高地的面積為0.745平方千米，均為陸地。當地共有人口384人，而人口密度為每平方千米515人。